# Quercus quangtriensis
Quercus quangtriensis — вид рослин з родини букових (Fagaceae), поширений у В'єтнамі й Таїланді.

## Опис
Це дерево заввишки 20–25 метрів; стовбур до 1 м в діаметрі. Молоді гілочки безволосі. Листки товсті, жорсткі, довгасто-ланцетні, 7–12 × 2–3 см; загострюються на верхівці; основа клиноподібна; край на 2/3 зубчастий; обидві сторони голі; ніжка листка завдовжки 15 мм. Жолуді у діаметрі 15–20 мм, заввишки 20–30 мм; чашечка охоплює 1/4 горіха, у діаметрі 20–28 мм, є 8–9 концентричних кілець; дозрівають у перший рік.

## Середовище проживання
Вид поширений у В'єтнамі й Таїланді; на висотах до 700 метрів. Населяє тропічні ліси.